# MainAd
MainAd是一个国际广告技术公司，从事数字效果营销。公司总部位于意大利佩斯卡拉市。

## 背景
公司于2007年成立。
MainAd在2016年4月时改变品牌，将原公司名mainADV中的v去掉，变成现在的MainAd。MainAd在米兰，伦敦，巴黎，伊斯坦布尔，迪拜，圣地亚哥 (智利)，马尼拉，锡鲁万纳塔普拉姆，班加罗尔都设有分公司。
MainAd为广告商提供重定向、品牌展示、客户抓取等服务。在他们重定向服务中，他们可为广告商们免费提供动态广告横幅设计。通过分析用户网页浏览行为，广告主可以选择想展示的文字内容，以此来更好地对定向人群展示对他们感兴趣的广告内容。MainAd使用内部及第三方技术来提供服务。
MainAd是英国和意大利互动广告局的成员之一。
MainAd从2011年开始支持意大利地球社。